# V849 Ophiuchi
V849 Ophiuchi eller Nova Ophiuchi 1919 var en nova i stjärnbilden Ormbäraren. Novan upptäcktes 1919 av amatörastronomen Joan C. Mackie. V 849 Ophiuchi nådde magnitud +7,2 i maximum och avklingade sedan till magnitud +18,8.